# Xã Berwick, Quận McHenry, Bắc Dakota
Xã Berwick (tiếng Anh: Berwick Township) là một xã thuộc quận McHenry, tiểu bang Bắc Dakota, Hoa Kỳ. Năm 2010, dân số của xã này là 57 người.